# Robo Recall
Robo Recall (übers. Roboter-Rückruf) ist ein Virtual-Reality-Ego-Shooter-Spiel, das von Epic Games für die Virtual-Reality-Headsets Oculus Rift und Oculus Quest entwickelt und veröffentlicht wurde. Das Spiel erschien am 1. März 2017 für die Oculus Rift. Eine Oculus-Quest-Version mit dem Titel Robo Recall: Unplugged wurde am 21. Mai 2019 veröffentlicht.
Spieler, die ihre Oculus Touch Virtual-Reality-Controller mit der dazugehörigen Software aktivieren, können das Spiel kostenlos herunterladen.

## Handlung
Der Spieler steuert Agent 34, einen Mitarbeiter von RoboReady, einem führenden Hersteller von Servicerobotern. Mit dem Rückruf (engl. recall) der Produkte betraut ist es die Aufgabe des Spielers, "defekte" Roboter aus dem Verkehr zu ziehen. Nachdem ein Virus die Produkte von RoboReady dazu gebracht hat, sich gegen ihre menschlichen Herren aufzulehnen, muss der Recaller alle defekten Modelle deaktivieren und die Ursache des Virus finden. Nachdem er abtrünnige Roboter zu Forschungszwecken eingesammelt und eine Fernschaltung aktiviert hat, um die Roboter in der Umgebung abzuschalten, stellt sich heraus, dass ein abtrünniger Roboter namens Odin den Virus freigesetzt hat, um das Internet in seinen Besitz zu bringen. Am Ende des Spiels wird offenbart, dass einer der KI-Bots, der den Spieler anführte, in Wirklichkeit Odin ist. Der Agent besiegt Odin schließlich und stellt die friedliche Ordnung wieder her.

## Spielprinzip
Das Spiel findet in der Ich-Perspektive statt. Der Spieler kann auf vier verschiedene Waffen zugreifen: eine Pistole, einen Revolver, eine Schrotflinte und ein Plasmagewehr, das an der Hüfte oder auf dem Rücken getragen wird. Die Spieler bewegen sich durch Teleportation, die mit dem Analog-Stick gesteuert wird. Obwohl das Spiel in erster Linie ein Shooter ist, können die Spieler Feinde physisch greifen, sie zerlegen, werfen und in einigen Fällen ihre Waffen gegen andere Feinde einsetzen. Feindliche Projektile wie Kugeln und Raketen können auch aufgefangen und auf die Gegner zurückgeworfen werden. Das Spiel vergibt Bonuspunkte für bestimmte Arten von Tötungen und einen Multiplikator für ununterbrochene Tötungsserien. Die Punktzahl wird am Ende einer Etappe in die Online-Rangliste hochgeladen. Später im Spiel werden neue Robotertypen eingeführt, z. B. spinnenartige Bots, die explodieren, Drohnen, die Laser abfeuern, riesige Bots, die mit entsprechend großem Laser schießen, Bots, die den Spieler an der Teleportation hindern können, Bots, die fliegen und Raketen abwerfen, Bots mit Schilden und automatischen Pistolen und Bots, die kleine Lenkraketen abfeuern können.